# Wolfgang Schwarz (Mathematiker)
Wolfgang Schwarz (* 21. April 1934 in Selb; † 19. Juli 2013) war ein deutscher Mathematiker, der sich mit Zahlentheorie beschäftigte.

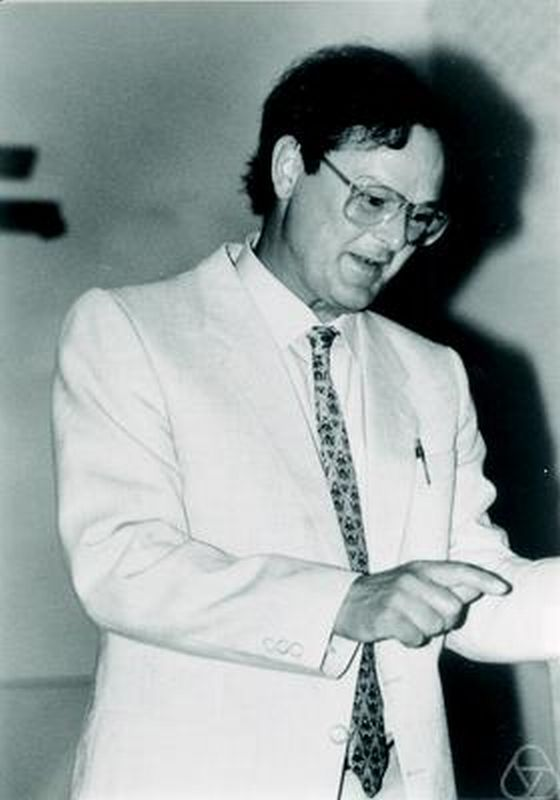
Wolfgang Schwarz 1987

Schwarz wurde 1959 an der Universität Erlangen bei Theodor Schneider promoviert (Zur Darstellung von Zahlen als Summen von Primzahlpotenzen). Er war Professor an der Albert-Ludwigs-Universität Freiburg und  war  seit Anfang der 1970er Jahre Professor an der Johann-Wolfgang-Goethe-Universität Frankfurt am Main. 
Schwarz beschäftigte sich mit analytischer Zahlentheorie. Er veröffentlichte auch über Geschichte der Mathematik (speziell der Zahlentheorie, über das Mathematische Seminar an der Universität Frankfurt in der Zeit von Max Dehn und anderen).
1986 und 1987 war er Präsident der Deutschen Mathematiker-Vereinigung. 
Er ist nicht mit Wolfgang Schwarz, Professor für Didaktik der Mathematik an der Universität Wuppertal, zu verwechseln.

## Schriften
- Einführung in Ergebnisse und Methoden der Primzahltheorie, BI Hochschultaschenbuch 1969
- Einführung in die Zahlentheorie, Darmstadt, Wissenschaftliche Buchgesellschaft 1975
- Geschichte der analytischen Zahlentheorie seit 1890, in Gerd Fischer u. a. Ein Jahrhundert Mathematik 1890-1990. Festschrift zum Jubiläum der DMV, Vieweg 1990
- mit Jürgen Spilker: Arithmetical functions: an introduction to elementary and analytic properties of arithmetic functions and to some of their almost-periodic properties, Cambridge University Press 1994
- Some remarks on the history of the prime number theorem from 1896 to 1960, in Jean-Paul Pier Development of mathematics 1900-1950, Birkhäuser 1994